# چاووش (مجموعه‌آلبوم)
مجموعه آلبوم‌های چاووش، شامل ۱۲ آلبوم موسیقی از کانون چاووش است که از نظر اجتماعی نقش بسیار مهمی در همراهی مهم‌ترین رویداد سیاسی اجتماعی پنجاه سال اخیر ایران داشته‌اند.
آلبوم‌های ابتدایی و انتهایی کانون چاووش مطلقاً هنری هستند ولی مجموعه‌های ۲ تا ۸ تحت تأثیر فضای سیاسی ایران بود. مجموعه آلبوم‌های چاووش از مهم‌ترین و تأثیرگذارترین عوامل در جهت حرکت رو به جلو در موسیقی سنتی ایرانی به حساب می‌آید.
آثار کانون چاووش هم از جایگاه اجتماعی – سیاسی مهمی بهره‌مند هستند و هم از دیدگاه موسیقایی تحول و پیش‌رفت مهمی در زمینه موسیقی سنتی ایران به وجود آوردند که تأثیر مهمی هم در سبک و شیوه اجرایی (چه نوازندگی چه خوانندگی)، هم در نوع رویکرد به یک قطعه موسیقایی به مثابه یک کل، هم در شیوه رنگ‌آمیزی و صدادهی ارکستر و به ویژه در تلاش برای استفاده از تکنیک چندصدایی‌نویسی در موسیقی سنتی ایرانی گذاشت.

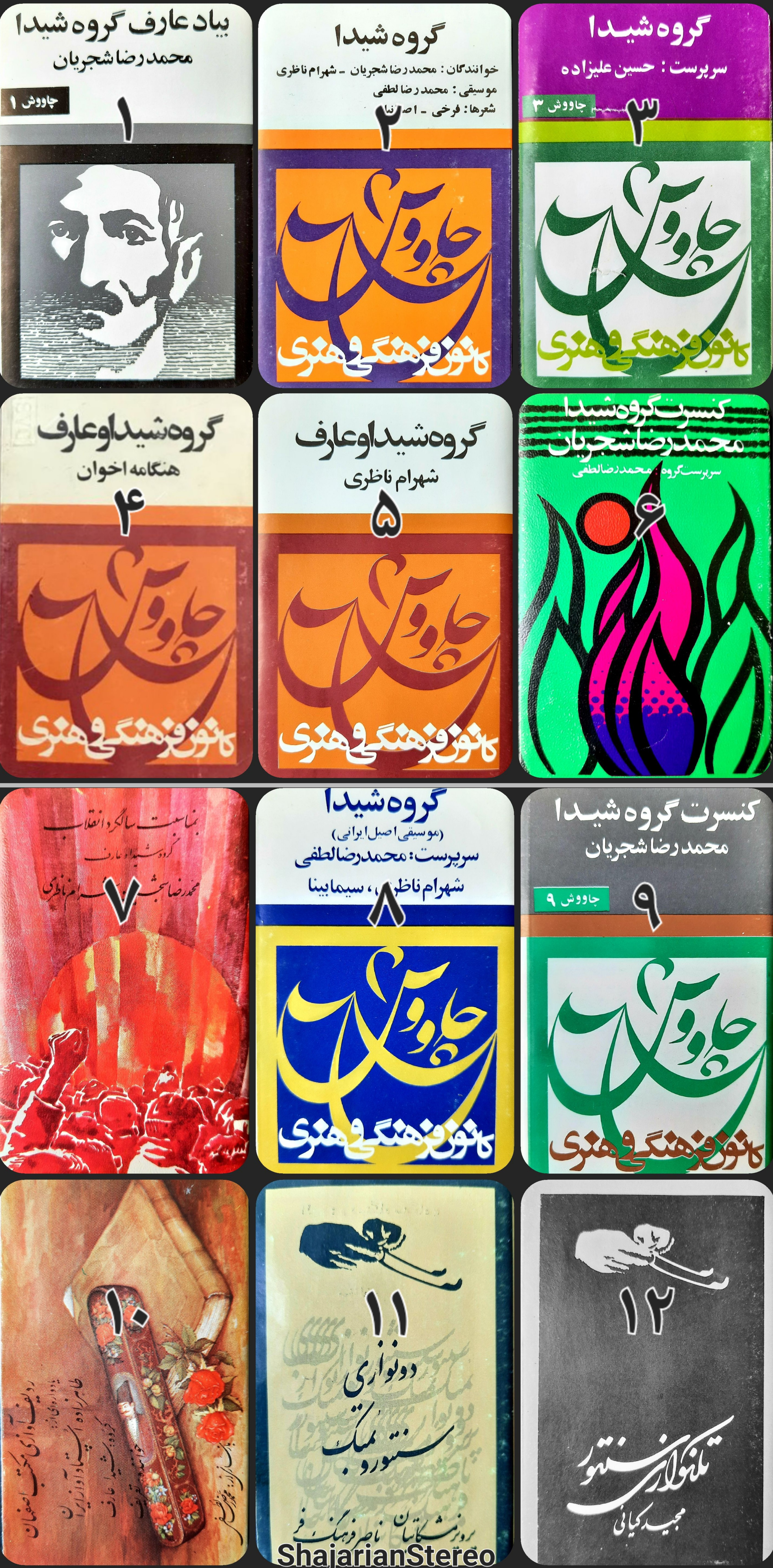
مجموعه چاووش

## سازندگان
سرپرست کانون فرهنگی و هنری چاووش محمدرضا لطفی بود و حسین علیزاده، پرویز مشکاتیان و محمدرضا لطفی  از آهنگسازان این مجموعه آلبوم بودند که در کنار محمدرضا شجریان در ساخت این مجموعه آلبوم همکاری کردند. شهرام ناظری نیز به عنوان خواننده در کانون چاووش حضوری بسیار چشمگیر داشت.
انجمن موسیقی کانون چاووش در دهه ۱۳۵۰ با تلاش محمدرضا لطفی و حمایت‌های معنوی هوشنگ ابتهاج شکل گرفت و به‌طور رسمی ۱۰ مجموعه (آلبوم موسیقی) با نام‌های چاووش ۱، چاووش ۲، چاووش ۳، چاووش ۴، چاووش ۵، چاووش ۶، چاووش ۷، چاووش ۸، چاووش ۹، و چاووش ۱۰ منتشر و وارد بازار کرد. کانون چاووش شامل گروه شیدا به سرپرستی و آهنگ‌سازی محمدرضا لطفی و گروه عارف با آهنگسازان پیشرویی مانند حسین علیزاده و پرویز مشکاتیان بود.
آخرین کنسرت تعدادی از اعضای کانون چاووش سال ۱۳۶۷ با آهنگسازی حسین علیزاده و آواز شهرام ناظری در تالار وحدت روی صحنه رفت. چاووش با جدا شدن بسیاری از هنرمندان آن، رو به افول گذاشت. بخش عمده‌ای از گروه چاووش کامکارها در گروه شیدا بودند. با رفتن پشنگ، ارژنگ، اردشیر، و بیژن کامکار از گروه شیدا و بروز اختلافات دیگری کانون چاووش منحل شد.

## ترکیب اثر

نماد کانون فرهنگی و هنری چاووش بر روی یکی از آلبوم‌های چاووش

مجموعهٔ چاووش‌ها را از نظر فرم باید در چند دسته نسبتاً متفاوت قرار داد.
- بخشی از برنامه‌های اجرا شده در این آلبوم‌ها از رپرتواری کاملاً سنتی برخوردارند
- بخشی دیگر، سرودها و ترانه‌های میهن‌پرستانه و انقلابی هستند
- بخشی نیز تجربیاتی بسیار ارزشمند در زمینهٔ موسیقی بی‌کلام به حساب می‌آیند.

البته اگر چاووش‌های ۹ و ۱۰ را در نظر نگیریم، باید این نکته را یادآور شد که حتی در برنامه‌های کاملاً سنتی ارائه شده در این مجموعه تأثیرپذیری از وقایع سیاسی آن دوران به شدت احساس می‌شد و در بسیاری از موارد اشعاری مناسب با حس و حال آن دوران انتخاب می‌شد که از آن میان می‌توان به چاووش ۲ و ۶ اشاره کرد.
شهرام ناظری در چاووش ۲ و چاووش ۴ به اجرای برنامه‌ای نسبتاً سنتی پرداخت که آهنگ‌سازی این دو مجموعه را محمدرضا لطفی (چاووش ۲) و پرویز مشکاتیان (چاووش ۴) برعهده داشتند و در دیگر کارهایی که در خلق آن‌ها همکاری داشت، بیشتر به تصنیف‌خوانی و سرودخوانی پرداخت که البته در این میان چاووش ۸ در هیچ‌یک از این دو دسته قرار نمی‌گیرد و اثری است با جایگاه و فرمی کاملاً متفاوت.
روی دیگر چاووش ۴ حاوی سه تصنیف و یک سرود است که همگی از ساخته‌های محمدرضا لطفی است و خوانندگی همه آن‌ها را شهرام ناظری برعهده داشت. تصنیف اول (ای پدر) مرثیه‌ای نوشته‌شده برای آیت الله طالقانی است در این آلبوم تلاش بود تا حس از دست دادن فردی بزرگ را منتقل کند.
قطعهٔ بعد (ای برادر)، تصنیفی حماسی در چهارگاه (حماسی‌ترین دستگاه در موسیقی ایرانی) است که در آن آوازخوانی ناظری در اوج (مخالف) و همراهی گروه کُر در منطقهٔ پایین صوتی است.
شهرام ناظری در مجموعهٔ چاووش با حسین علیزاده و هوشنگ کامکار هم همکاری داشت؛ همکاری‌هایی در حد تصنیف‌های مستقل که حاصل‌شان «شهید» در چاووش ۳ و «خاموشی» و «بخوان هموطن» در چاووش ۷ بودند. علیزاده و هوشنگ کامکار در این قطعات (و قطعات دیگری که در آن دوران خلق کردند)، اولین قدم‌ها را در چندصدایی نوین موسیقی سنتی برداشتند و سعی کردند تا به لحنی نو در ارائهٔ این نوع از موسیقی نزدیک شوند. ذکر این مطلب ضروری است که چندصدایی از زمان علینقی وزیری در موسیقی ایران وجود داشت، ولی دقیقاً از همین دوران چاووش‌ها است که نوع این رنگ‌آمیزی‌های صوتی تا حد زیادی دچار تحول می‌شود
در چاووش ۸، موسیقی از محمدرضا لطفی، مثنوی «بانگ نی» از هوشنگ ابتهاج و اجرای شهرام ناظری را داریم. این برنامه از سه قسمت تشکیل می‌شود:
- قطعه ابتدایی اثری است ریتمیک، حماسی و در عین حال محزون که در لابه‌لای جملات ریتمیک شهرام ناظری، بانگ نی را آوازخوانی می‌کند و در اوج (گوشه بیداد) این آوازخوانی را به پایان می‌برد.
- قسمت دوم شامل تک نوازی تار محمدرضا لطفی است.
- قسمت سوم شامل تصنیف «کاروان شهید» که روی شعری از محمد ذکایی ساخته شده‌است

## انتشار مجدد آلبوم‌های چاووش
برخی از آلبوم‌های چاووش مثلاً شماره‌های ۲ و ۸ پس از اولین انتشار هیچ‌گاه برای بار دوم منتشر نشد ولی آلبوم‌های ۱، ۶، ۹ و ۱۰ با نام‌هایی متفاوت توسط مؤسسه فرهنگی و هنری آوای شیدا زیر نظر استاد محمدرضا لطفی (که آهنگ ساز و سرپرست بسیاری از آلبوم‌های چاووش بود) مجدداً انتشار یافتند:
- چاووش ۱ با نام به یاد عارف
- چاووش ۶ با نام سپیده (ایران ای سرای امید)
- چاووش ۹ با نام جان جان
- چاووش ۱۰ با نام به‌یاد طاهرزاده استاد آواز ایران

## فهرست چاووش‌ها
| آلبوم‌ها                    | آلبوم‌ها           | آلبوم‌ها                                                  | آلبوم‌ها                      | آلبوم‌ها                     | آلبوم‌ها                | آلبوم‌ها |
| -------------------------- | ----------------- | -------------------------------------------------------- | ---------------------------- | --------------------------- | ---------------------- | --- |
| نام آلبوم                  | سال اجرا / انتشار | آهنگ ساز                                                 | نوازندگان                    | خواننده                     | ناشر                   | توضیحات |
| چاووش ۱ (به یاد عارف)      | ۱۳۵۷              | محمدرضا لطفی                                             | گروه شیدا                    | محمدرضا شجریان              | جهان موزیک، آوای شیدا  | اولین آلبوم از مجموعه ۱۲ آلبوم چاووش، اجرا در در آواز بیات ترک (سال ۱۳۵۶)، ابتدا با نام چاووش ۱ توسط جهان موزیک و امروزه با نام به یاد عارف تصحیح و توسط آوای شیدا به بازار آمده‌است، با توجه به این که در آن زمان موسیقی سنتی ایرانی در انزوا بود و موسیقی غربی در ایران رواج بیشتری پیدا کرده بود این اثر از اولین آثاری است که موسیقی سنتی را دوباره احیا کردند. |
| چاووش ۲                    | ۱۳۵۷              | محمدرضا لطفی                                             | گروه شیدا                    | محمدرضا شجریان، شهرام ناظری | کانون چاووش            | اولین آلبوم انتشار یافته با آواز شهرام ناظری، متأثر از شرایط اجتماعی ایران در اوایل انقلاب ۱۳۵۷، شامل دو سرود انقلابی: شب نورد (برادر نوجوونه، با صدای محمدرضا شجریان) و آزادی (آن زمان که بنهادم، با صدای شهرام ناظری)، گوینده: مهدی فتحی |
| چاووش ۳                    | ۱۳۵۸              | محمدرضا لطفی - حسین علیزاده                              | گروه شیدا                    | بیژن کامکار، شهرام ناظری    | کانون چاووش            | در این آلبوم اشعار هوشنگ ابتهاج (ه. الف. سایه)، جواد آذر، سیاوش کسرایی، ابوالقاسم لاهوتی، محمد فرخی یزدی، حمید حمزه و امیر برغشی استفاده شده‌است. حال و هوای این آلبوم انقلابی و حماسی است و به خوبی بیانگر احساسات و تفکرات سال‌های اولیه انقلاب ۱۳۵۷ است. |
| چاووش ۴                    |                   | محمدرضا لطفی، پرویز مشکاتیان                             | گروه شیدا                    | شهرام ناظری                 | کانون چاووش            | اجرای گروه شیدا به سرپرستی محمدرضا لطفی به همراه شهرام ناظری، دربرگیرنده مرا عاشق (اثر پرویز مشکاتیان) و برخی سرودهای انقلابی (مثل ای پدر، به یاد آیت الله طالقانی، اثر محمدرضا لطفی)، متأثر از شرایط ایران در اوایل انقلاب، پس از انتشار اول دیگر هیچ‌گاه بازنشر نشد                                                                                               |
| چاووش ۵                    |                   |                                                          | گروه شیدا و عارف             | هنگامه اخوان                |                        | |
| چاووش ۶ (سپیده)            | ۱۳۵۸              | محمدرضا لطفی، پرویز مشکاتیان                             | گروه شیدا                    | محمدرضا شجریان              | کانون چاووش، آوای شیدا | مرتبط با حوادث و شرایط اجتماعی ایران در زمان وقوع انقلاب، امروزه با نام سپیده شناخته می‌شود، اجرای گروه شیدا به سرپرستی محمدرضا لطفی، آواز محمدرضا شجریان، دربرگیرنده تصنیف معروف ایران ای سرای امید (تصنیف سپیده) (شعر هوشنگ ابتهاج، اثر محمدرضا لطفی)، اجرا در آذرماه سال ۱۳۵۸ در دانشگاه ملی                                                                     |
| چاووش ۷                    | ۱۳۵۸              | محمدرضا لطفی، پرویز مشکاتیان، هوشنگ کامکار، حسین علیزاده | گروه شیدا و عارف             | محمدرضا شجریان، شهرام ناظری | کانون چاووش            | انتشار در اولین سالگرد انقلاب ۱۳۵۷ ایران، به مناسبت سالگرد انقلاب ۱۳۵۷، گروه‌های شیدا و عارف، آواز محمدرضا شجریان و شهرام ناظری، منتخب سرودهای انقلابی کانون چاووش در آثار قبلی به علاوه آثاری جدید (مثل رزم مشترک (همراه شو عزیز) اثر پرویز مشکاتیان)، پس از انتشار اول دیگر هیچ‌گاه بازنشر نشد                                                                     |
| چاووش ۸                    |                   | محمدرضا لطفی                                             | گروه شیدا                    | شهرام ناظری، سیما بینا      | کانون چاووش            | متاثر از شرایط ایران در اوایل انقلاب، اجرای گروه شیدا به سرپرستی محمدرضا لطفی، آواز شهرام ناظری، دربرگیرنده تصنیف کاروان شهید، پس از انتشار اول دیگر هیچ‌گاه بازنشر نشد |
| چاووش ۹ (جان جان)          |                   | محمدرضا لطفی، ابوالحسن صبا                               | گروه شیدا                    | محمدرضا شجریان              | کانون چاووش، آوای شیدا | در گذشته با نام چاووش ۹ منتشر شده و در سال ۱۳۸۵ تصحیح و با نام جان جان توسط آوای شیدا بازنشر شده‌است، اجرا در دستگاه سه‌گاه، اشعار از عطار و هوشنگ ابتهاج، مربوط به جشن هنر طوس (تیر ۱۳۵۵) |
| چاووش ۱۰ (به یاد طاهرزاده) | ۱۳۶۳              | محمدرضا لطفی                                             | گروه شیدا و عارف             | صدیق تعریف                  | کانون چاووش، آوای شیدا | اولین اثر انتشار یافته باصدای صدیق تعریف، یادواره حسین طاهرزاده، ردیف آوازی این اثر اصفهان است که در دستگاه سه‌گاه اجرا شد، سرپرست گروه و بازسازی اثر: محمدرضا لطفی، این اثر در سال ۱۳۶۳ به عنوان دهمین آلبوم از مجموعه چاووش توسط کانون چاووش به بازار و آمد و در سال ۱۳۸۵ با تصحیح نام به به یاد طاهرزاده توسط آوای شیدا زیر نظر محمدرضا لطفی دوباره منتشر شد     |
| چاووش ۱۱                   |                   |                                                          | مجید کیانی                   | (بی کلام)                   | کانون چاووش            | اثر صرفاً هنری، تک نوازی سنتور توسط مجید کیانی |
| چاووش ۱۲                   |                   |                                                          | پرویز مشکاتیان، ناصر فرهنگ‌فر | (بی کلام)                   | کانون چاووش            | اثر صرفاً هنری، دو نوازی سنتور و تنبک توسط پرویز مشکاتیان و ناصر فرهنگ‌فر |